# Каржимант
Каржимант — село в Шемышейском районе Пензенской области России. Административный центр Каржимантского сельсовета.

## География
Село находится на юго-востоке центральной части Пензенской области, в пределах северного склона холмистой Хвалынской гряды, в лесостепной зоне, на левом берегу реки Уза, вблизи места впадения в неё реки Верхозимка, на расстоянии примерно 14 км (по прямой) к юго-востоку от Шемышейки, административного центра района. Абсолютная высота — 166 м над уровнем моря.

### Климат
Климат характеризуется как умеренно континентальный. Средняя температура воздуха самого тёплого месяца (июля) — 20 °C (абсолютный максимум — 38 °C); самого холодного (января) — −19 °C (абсолютный минимум — −44 °C). Безморозный период длится 126 дней. Период активной вегетации составляет 135—145 дней. Годовое количество атмосферных осадков — 490 мм, из которых большая часть выпадает в тёплый период. Снежный покров держится в течение 149 дней.

### Часовой пояс
Село Каржимант, как и вся Пензенская область, находится в часовой зоне МСК (московское время). Смещение применяемого времени относительно UTC составляет +3:00.

## Население
| 1709  | 1718  | 1748  | 1795  | 1859  | 1877  | 1897  |
| ----- | ----- | ----- | ----- | ----- | ----- | ----- |
| 293   | →293  | ↗312  | ↗394  | ↗1108 | ↗1428 | ↗1495 |
| 1911  | 1914  | 1921  | 1926  | 1930  | 1939  | 1959  |
| ↗2094 | ↗2213 | ↗2483 | ↘2119 | ↗2351 | ↘956  | ↘830  |
| 1979  | 1989  | 1996  | 2002  | 2010  |       |       |
| ↘493  | ↘450  | ↘418  | ↘392  | ↘348  |       |       |

### Национальный состав
Согласно результатам переписи 2002 года, в национальной структуре населения мордва составляла 76 %.